# 荒野の聖ヒエロニムス (ヴァン・ダイク)
『荒野の聖ヒエロニムス』（こうやのせいヒエロニムス、独: Der heilige Hieronymus、英: Saint Jerome）は、フランドルのバロック期の巨匠アンソニー・ヴァン・ダイクが1618-1620年ごろにキャンバス上に油彩で制作した絵画である。ドレスデンのアルテ・マイスター絵画館に所蔵されている。荒野で悔悛している聖ヒエロニムスが表されており、ヴァン・ダイクがおそらくピーテル・パウル・ルーベンスの『聖ヒエロニムス』 (アルテ・マイスター絵画館) に触発されて描いた作品である。

## 作品

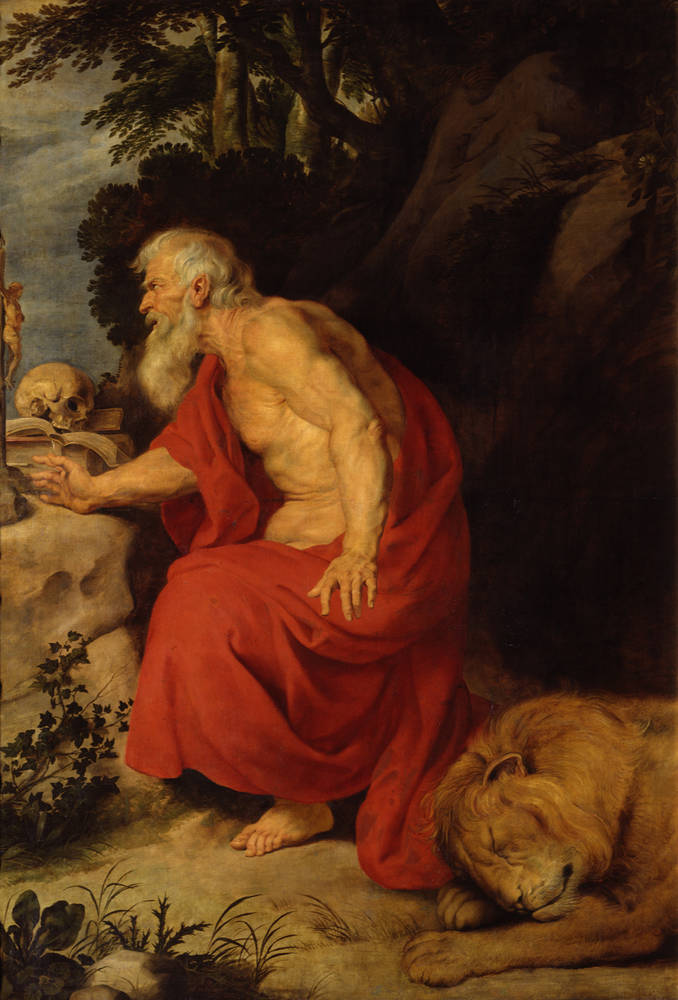
ルーベンス『荒野の聖ヒエロニムス』 (1612-1615年ごろ)、アルテ・マイスター絵画館、 ドレスデン

聖ヒエロニムスは、341年にダルマチア地方の高貴なキリスト教徒の家に生まれた。ローマで学問を修めた後に神学者や聖書註解者と交流を持つために各地を巡り、さらに353年から5年間ギリシアの荒野で隠遁生活を送った。絵画では、荒野を背景に自らの胸を石で打つ姿がしばしば描かれる。
本作は、ルーベンスが1612-1615年ごろに描いた『荒野の聖ヒエロニムス』に多くを負っている。どちらの作品でも、荒野で十字架のイエス・キリスト像を前に悔悛する聖人が側面観で表現されている。しかし、両作品の相違は顕著である。ルーベンスの作品が縦長であるのに対して、ヴァン・ダイクの作品は横長に変更されている。左側には荒涼とした砂漠が広がっており、聖人の頭上には黒い幕が下げられている。
さらに、ルーベンスの聖ヒエロニムスが尊厳と重厚さを感じさせる一方、ヴァン・ダイクの聖ヒエロニムスは表現主義的に表され、その内面の葛藤は明らかに見て取れる。また、ヴァン・ダイクが聖人を画面前方に移動し、ライオンを後方に配したことで、聖人は存在感を増し、より生気にあふれて力強い印象を与える。しかし、何よりも大きな相違は、ルーベンスの滑らかで透明感のある描法とは対照的な、荒々しく神経質なヴァン・ダイクの筆触である。顔料は厚塗りされ、筆触自体が強い表現性を有している。ヴァン・ダイクはルーベンスとは異なる、まがうことなき個性的な画風を見せているのである。